# Šatoj (okres)
Okres Šatoj (čečensky Шуьйтан Кlошт, rusky Шатойский район) se nachází v jižní části Čečenské autonomní republiky Ruské federace. Území okresu, jehož správním centrem je obec Šatoj, má rozlohu 505 km².

## Geografie
Horský okres Šatoj sousedí na severu s grozněnským okresem, na východě s okresem Šaroj, na jihu se nachází okres Itum-Kali a na západě jsou hranice okresů Urus-Martan a Galan-Čož. Územím protéká řeka Argun. Významnou součástí okresu Šatoj je Argunská soutěska.

## Obyvatelstvo
Údaje z databáze Federální statistické služby Ruské federace ukazují trvalý vzestup počtu obyvatel. Zatímco v roce 2002 v šatojském okrese bylo registrováno 13155 osob, k 1. 1. 2016 to bylo již 18852 obyvatel. Pokud jde o národnostní složení, podle výsledků sčítání obyvatelstva z roku 2010 76,71% obyvatel tvořili Čečenci a 12,35% Rusové. Zhruba 200 obyvatel se hlásilo k avarské národnosti a stejný počet osob k národnosti kumycké. Menší počet obyvatel uvedl národnost kazašskou, lezginskou, tatarskou a některé další.

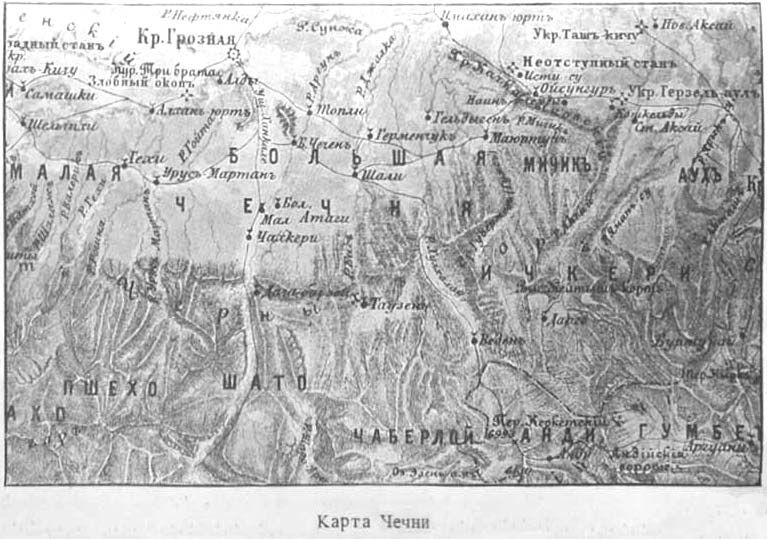
Mapa centrální oblasti Čečenska z konce 19. století

## Střediskové obce
Území šatojskéhoho okresu je administrativně rozděleno pod správu 15 střediskových obcí. Jedná se obce: Aslanbek-Šeripovo (Хьена-Кхаьлла), Bolšie Varandy (Лакха-Варанда), Borzoj (Борзе), Vašindaroj, Daj (Д1ай), Zony (Зо́нах), Nichaloj (Нихала), Nočchi-Keloj (Нохч-Кела), Pamjatoj (Пхьаьмта), Satti (Саьтта), Ulus-Kert (Улус-Керт), Chal-Kiloj (Хьалa-Кела), Charsenoj (Хьорсана), Šaro-Argun a Šatoj (Шуьйта, Шуьйта гӀала, Хьакка гӀала, Хьакка). Celkem se na území okresu nachází 32 obydlených sídel. Jsou zde také pozůstatky dalších 8 obcí, které po násilné deportaci příslušníků čečenského národa v roce 1944 již nebyly znovu osídleny a zanikly.

## Válečná historie

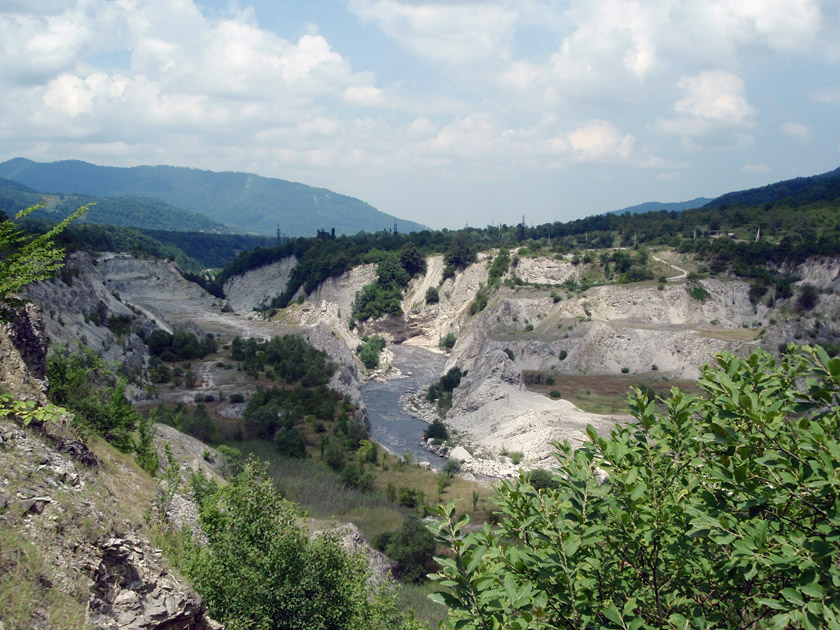
Argunská soutěska u Jaryš-Mardy v okrese Šatoj

Historie okresu Šatoj je nedílně spjata s odporem čečenských horalů proti cizím vojskům a nejrůznějším nájezdníkům, snažícím se ovládnout toto území a průchod Argunskou soutěskou. Četné ozbrojené boje zde probíhaly od nejranějšího středověku až po období Kavkazské války v 19. století. Jedním z důsledků porážky Čečenců v této válce bylo mj. vybudování posádkové pevnosti Šatoj v roce 1858.
K četným vojenským operacím na území šatojského okresu došlo i na přelomu 20. a 21. století v průběhu tzv. čečenských válek. Nejznámějšími událostmi jsou například boje u Jaryš-Mardy, boje o Šatoj a bitva o kótu 776 v Argunské soutěsce v únoru roku 2000, během něhož byla velkou čečenskou přesilou zlikvidována téměř celá 90členná rota ruských výsadkářů.